# Comuna de Stary Sącz
Stary Sącz (polaco: Gmina Stary Sącz) é uma gminy (comuna) na Polónia, na voivodia de Pequena Polónia e no condado de Nowosądecki.
De acordo com os censos de 2004, a comuna tem 22 049 habitantes, com uma densidade 215,3 hab/km².

## Área
Estende-se por uma área de 102,41 km².

## Subdivisões
- Barcice Dolne, Barcice Górne, Gaboń, Gaboń-Praczka, Gołkowice Dolne, Gołkowice Górne, Łazy Biegonickie, Mostki, Moszczenica Niżna, Moszczenica Wyżna, Myślec, Popowice, Przysietnica, Skrudzina, Wola Krogulecka oraz miasto Stary Sącz.